# أوفيليا بينسون
أوفيليا بينسون هي كاتبة أمريكية، محرّرة، مدوّنة، ونسوية. بنسون هي محررة موقع الفراشات والعجلات وكاتبة عمود ورئيسة تحرير سابقة بمجلة الفلاسفة. وهي أيضا كاتبة عمود في الاستفسار المجاني.
تدافع كتبها وموقعها الإلكتروني عن الموضوعية والحقيقة العلمية في مواجهة التهديدات التي تواجه التفكير العقلاني بسبب الأصولية الدينية، والعلم الزائف، والتفكير الممتع، وما بعد الحداثة، والنسبية، و«ميل اليسار السياسي إلى إخضاع التقييم العقلاني لمطالبات الحقيقة إلى مطالب مجموعة متنوعة من الأطر السياسية والمعنوية القائمة من قبل».

## خلفية عامة
وُلدت بينسون في ولاية نيو جيرسي، وحضرت الجامعة في الولايات المتحدة، قبل العمل في مجموعة متنوعة من الوظائف، بما في ذلك كونها حارس حديقة لعدة سنوات،  قبل أن تصبح مؤلفة.

## الأعمال المنشورة
في عام 2004، شاركت بينسون في تأليف قاموس هراء الموضة  مع جيريمي ستانجوم. إنه هجاء ما بعد الحداثة، المصطلحات الحديثة والتفكير المًعادي للعقلانية في الأوساط الأكاديمية المعاصرة. قال الملحق التايمز الأدبي «مع الذكاء والاختراع، تأخذنا بنسون وستانغوم من خلال قائمة التدقيق التي غالبًا ما تنسخ نصوص ما بعد الحداثة».
في عام 2006، نشرت بينسون وستانغوم لماذا الصدق يَهُم، الذي يدرس «الادعاءات الزائفة التي تدل على الخلق، وإنكار الهولوكوست، وتفسير خاطئ لبيولوجيا التطور، وتاريخ الهوية، والعلم باعتباره مجرد بناء اجتماعي، وغير ذلك من» النماذج «التي تدعم عادة من تشكيل نتائجنا وفقًا لما نريد العثور عليه». 
في عام 2009، شاركت بينسون في تأليف هل الله يكره النساء؟  مع ستانجوم. يستكشف الكتاب اضطهاد المرأة باسم الأعراف الدينية والثقافية، وكيف تلعب هذه القضايا في المجتمع وفي الساحة السياسية.

## روابط خارجية
- http://www.butterfliesandwheels.org/
- https://freethoughtblogs.com/butterfliesandwheels/

## المقابلات الشخصية
- Interview with 3:AM Magazine, 31 January 2007[وصلة مكسورة]
- Interview with Point of Inquiry, 20 July 2007[وصلة مكسورة]
- Interview with The Freethinker, 16 May 2008[وصلة مكسورة]